# Проточное (озеро, Сахалин)
Проточное — лагунное озеро на острове Сахалин, в Углегорском муниципальном районе Сахалинской области.
На берегу озера расположен город Шахтёрск, проходит узкоколейная железная дорога Шахтёрского погрузочно-транспортного управления.
Площадь озера составляет 3,1 км², водосборная площадь — 26 км². Через озеро протекает река Дно.